# Umberto Turolla
Umberto Turolla (fl. XX secolo) è stato un cestista italiano.

## Carriera
In Serie A ha vestito la maglia di Varese, con cui ha giocato dal 1949 al 1953.